# Contarinia rugosa
Contarinia rugosa är en tvåvingeart som beskrevs av Gagne 1986. Contarinia rugosa ingår i släktet Contarinia och familjen gallmyggor. Inga underarter finns listade i Catalogue of Life.